# Rainer av Österrike (1783–1853)
Rainer Joseph Johann Michael Franz Hieronymus av Österrike, född den 30 september 1783, död den 16 januari 1853, var en österrikisk ärkehertig. Han var son till kejsar Leopold II och dennes gemål Maria Ludovika av Spanien. 
Ärkehertig Rainer Joseph var vicekung av Lombardiet 1818–1848 och residerade då i Milano. Efter kontroverser, både med italienarna och med den österrikiske fältmarskalken Radetzky, avgick han och drog sig tillbaka till privatlivet i Österrike.

## Familj
Rainer Joseph gifte sig i Prag 1820 med prinsessan Elisabeth av Savojen-Carignano (1800–1856). De fick följande barn:
1. Maria Caroline av Österrike (1821–1844), ogift
2. Maria Adelheid av Österrike (1822–1855), gift med sin kusin Viktor Emanuel II av Italien (1820–1878)
3. Leopold Ludwig av Österrike (1823–1898), ogift
4. Ernst Karl Felix av Österrike (1824–1899), gift (morganatiskt) med Laura Skublics de Velike
5. Sigismund Leopold av Österrike (1826–1891), ogift
6. Rainer av Österrike (1827–1913), gift med Maria Carolina av Österrike (kusin)
7. Henrik av Österrike (1828–1891), gift (morganatiskt) med Leopoldine Hofmann
8. Maximilian Karl av Österrike (1830–1839)